# 满月沙鲽
满月沙鲽（学名：Samariscus latus）为輻鰭魚綱鰈形目鰈亞目冠鲽科沙鲽属的鱼类。分布于东北达日本南部熊野滩及高知以及海南岛以西到台湾、浙江舟山东等海区等，属于热带底层暖水性海鱼，體長可達16公分，棲息在底層水域，以底棲動物為食，生活習性不明。该物种的模式产地在熊野滩、高知。